# Ingo Friedrich

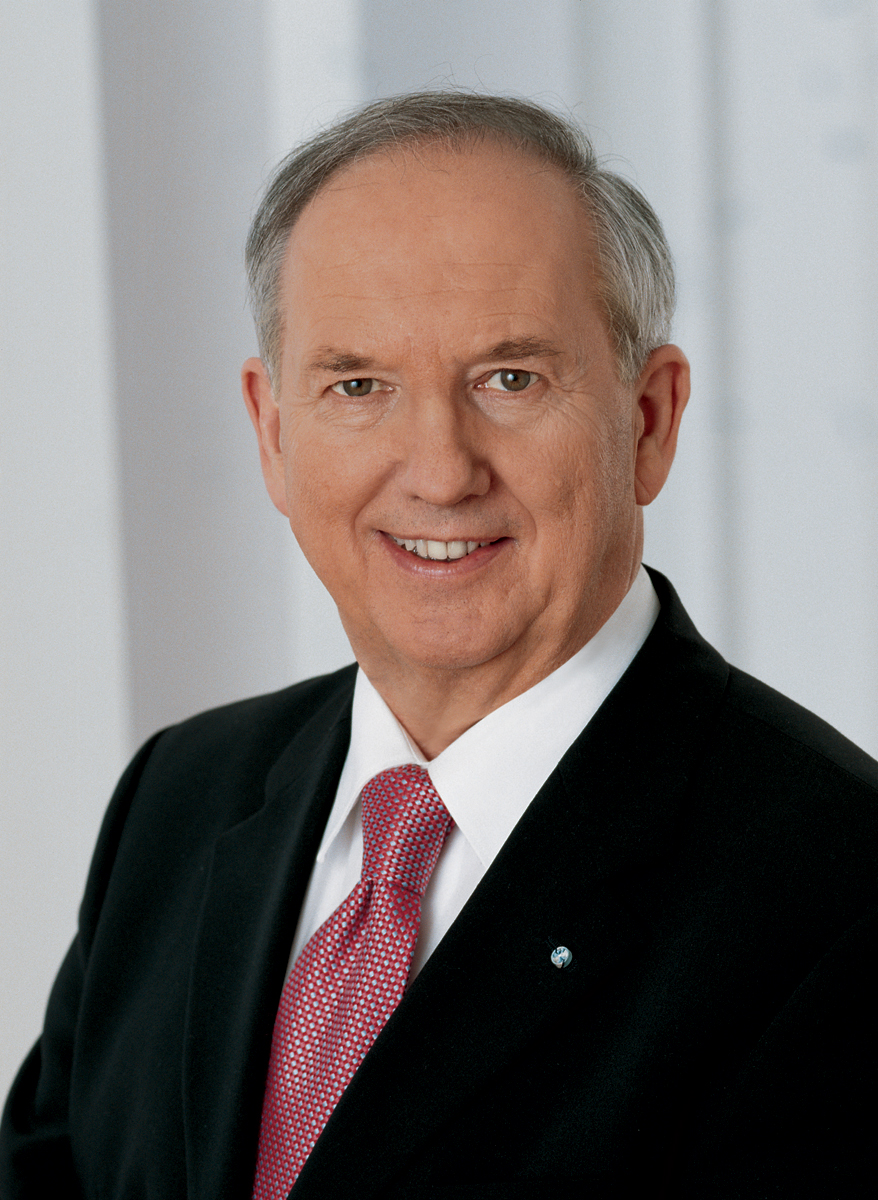
Ingo Friedrich

Ingo Friedrich (* 24. Januar 1942 in Kutno/Wartheland) ist ein deutscher Politiker (CSU), stellvertretender CSU-Parteivorsitzender und ehemaliger Abgeordneter des Europäischen Parlaments. Seit März 2007 ist er Vorsitzender des Kuratoriums der sanoris-Stiftung, Nürnberg. Die Stiftung widmet sich der medizinischen Versorgungsforschung. Seit 2015 ist er Vorstandssprecher der Münchner Europakonferenz. Er war von 2015 bis 2018 Präsident der Wilhelm Löhe Hochschule für angewandte Wissenschaften Fürth.

## Leben
Friedrich studierte nach dem Wehrdienst als Stipendiat der Studienstiftung des deutschen Volkes Volkswirtschaftslehre an der Friedrich-Alexander-Universität Erlangen-Nürnberg.
Parallel zu seiner Tätigkeit als leitender Angestellter in der Elektroindustrie und seinem politischen Engagement promovierte er 1971 zum Dr. rer. pol. Ab 1978 wurde Friedrich Direktionsassistent bei Standard Elektrik Lorenz in Stuttgart.
Er ist verheiratet mit Britta Friedrich und hat zwei Kinder.

## Politik
Nach Abschluss seines Studiums wurde Friedrich 1968 zum Bezirksvorsitzenden der Jungen Union Mittelfranken gewählt. 1972 wurde Friedrich zum CSU-Kreisvorsitzenden im Landkreis Weißenburg-Gunzenhausen gewählt. Im selben Jahr wurde er in die kommunalen Parlamente seiner Heimatstadt Gunzenhausen und des Landkreises Weißenburg-Gunzenhausen gewählt.
Bei den Wahlen zum Europa-Parlament setzte die CSU ihn auf den aussichtsreichen vierten Platz der Parteiliste. 1994, 1999 und 2004 war er Spitzenkandidat seiner Partei bei den jeweiligen Europawahlen.
Bei den ersten direkten Europawahlen 1979 wurde Friedrich als Abgeordneter ins Europäische Parlament gewählt, dem er bis 2009 ununterbrochen angehörte. Dort beschäftigte er sich insbesondere mit Wirtschafts- und Währungsfragen. 1982 übernahm er die Präsidentschaft der Maschrek-/Golf-Staaten-Delegation des Europäischen Parlaments, die in einem intensiven Kontakt mit allen Staaten des Nahen Ostens steht. Seit 1979 engagierte sich der CSU-Europapolitiker in der Paneuropa-Union, deren Internationaler Vize-Präsident er 1981 wurde.
Als Berichterstatter des Parlaments forderte er die Einführung eines gemeinsamen Transparenz-Registers von Europäischem Parlament und Europäischer Kommission. Sein Vorschlag wurde am 8. Mai 2008 im Plenum angenommen. Anschließend war Friedrich Mitglied einer Arbeitsgruppe, die Vereinbarungen zwischen den beiden Institutionen aushandelte. Das Abkommen über eine gemeinsame Transparenz-Liste von Kommission und Parlament wurde am 23. Juni 2011 verabschiedet.
Als Quästor und Präsidiumsmitglied war Friedrich 2009 maßgeblich daran beteiligt, die Vergütung für Abgeordnete einheitlich zu regeln und die Pauschalen für Flugreisen abzuschaffen. Seitdem erhalten EU-Parlamentarier aller Mitgliedsländer die gleiche Bezahlung. Flugkosten werden nicht mehr pauschal, sondern in Höhe der tatsächlichen Kosten erstattet, um Spesenmissbrauch zu verhindern. Zudem setzte Friedrich sich dafür ein, dass Abgeordnete keine nahen Verwandten mehr als Mitarbeiter beschäftigen dürfen.
Zu seinen politischen Erfolgen gehört auch die Etablierung der Europaflagge als Emblem der Europäischen Gemeinschaft. Unter seiner Federführung stellten 1979 achtzehn Abgeordnete des Europäischen Parlaments den Antrag über die Schaffung einer Europa-Fahne für die Europäische Gemeinschaft. Am 29. Mai 1986 wurde die Flagge vor dem Gebäude der Europäischen Kommission erstmals gehisst.
Friedrich war von 1984 bis 1990 Präsident der Europäischen Mittelstands-Union (EMSU); im Anschluss daran übernahm er das Amt des Präsidenten des Europäischen Mittelstandsforums, einer regelmäßigen Gesprächsrunde mittelständischer Europaverbände in Brüssel. Ab 1985 gehörte er als Präsidiumsmitglied dem Wirtschaftsbeirat der CSU an. Von 1992 bis 1999 war Friedrich Vorsitzender der CSU-Europagruppe im Europäischen Parlament. 1994 und 1999 sowie 2004 war er zudem Spitzenkandidat seiner Partei zu den jeweiligen Europawahlen.
Seit 1993 ist Ingo Friedrich auch Landesvorsitzender des Evangelischen Arbeitskreises (EAK) der CSU sowie stellvertretender Bundesvorsitzender des EAK der CDU/CSU. Im selben Jahr wurde er zum stellvertretenden Parteivorsitzenden der CSU gewählt. Seit 1996 fungiert Friedrich auch als Schatzmeister der Europäischen Volkspartei (EVP). Er wurde als Landesvorsitzender des Evangelischen Arbeitskreises der CSU in Bayern in der Landesversammlung in Ingolstadt am 31. Mai 2008 wiedergewählt.
Von 1999 bis 2007 war Friedrich einer der 14 gewählten Vizepräsidenten des Europäischen Parlaments. Dabei übernahm er als einer von drei Vizepräsidenten im Vermittlungsausschuss die Aufgabe der Leitung. Nachdem er 2007 nach der Wahl Hans-Gert Pötterings zum Präsidenten des Europäischen Parlaments auf die Vizepräsidentschaft verzichten musste, wurde er zu einem der sechs Quästoren des Europäischen Parlaments gewählt.
Im Jahr 2000 war er Mitglied des ersten europäischen Konvents zur Erarbeitung der EU-Grundrechtecharta.
Beim Parteitag der CSU vom 28. bis 30. September 2007 fungierte er als Tagungspräsident und sorgte für Aufruhr, als er Gabriele Pauli die Aussprache nach der Rede des designierten Ministerpräsidenten Günther Beckstein verweigerte. Bereits im April hatte er Pauli empfohlen, konsequenterweise die Partei zu verlassen, als sie eine Kandidatur für die Freien Wähler erwog.
Bei der Europawahl 2009 trat Friedrich nicht mehr an.

## Ehrenämter
Friedrich war maßgeblich daran beteiligt, eine Interessenvertretung des Mittelstandes auf EU-Ebene zu schaffen, und hat sich in einer Reihe europäischer Mittelstandsorganisationen engagiert. Unter anderem war er von 1984 bis 1990 Präsident der Europäischen Mittelstands-Union (EMSU), gab den Anstoß zur Gründung der Europäischen Wirtschafts- und Mittelstandsvereinigung und gründete den parteiübergreifenden Diskussionskreis Mittelstand im Europaparlament.
Außerdem wurde Friedrich im Herbst 2001 zum Präsidenten der Europäischen Bewegung Bayern gewählt. Seit März 2006 lehrt er an der Hochschule Ansbach im Schwerpunktfach European Business.
Seit 2009 ist Friedrich Präsident des Vereins Europäischer Wirtschaftssenat (EWS), den der frühere Präsident des Europäischen Rechnungshofes Bernhard Friedmann 2003 gegründet hat. Vor allem Führungskräfte der mittelständischen Wirtschaft, aber auch Manager von Großkonzernen wie der Deutschen Bahn AG und der Telekom AG haben sich in dem Gremium zusammengeschlossen. Prominente Mitglieder aus der Politik sind unter anderem EU-Kommissionspräsident Jean-Claude Juncker, der Gesandte der russischen Botschaft Berlin, Oleg Krasnitskiy, und der ehemalige hessische Ministerpräsident Roland Koch. Der EWS organisiert mehrmals im Jahr Podiumsdiskussionen, bei denen sich die Wirtschaftssenatoren mit führenden Europa-Politikern der Nationalstaaten und EU-Vertretern austauschen können.
Friedrich ist zudem Vorstandssprecher und Mitinitiator der Münchner Europa-Konferenz, einem politisch unabhängigen und überparteilichen Gesprächsforum, das seit 2015 immer am Vortag der Münchner Sicherheitskonferenz stattfindet. Prominente Persönlichkeiten aus Politik und Wirtschaft diskutieren auf der Konferenz Entwicklungen innerhalb der EU sowie ihre Rolle nach außen. Im Vorstand sitzen unter anderem der ehemalige Bundesfinanzminister Theo Waigel sowie der Geschäftsführer der Münchner Sicherheitskonferenz, Benedikt Franke. Ein Schwerpunkt der Debatte 2016 und 2017 war die Euro-Krise.

## Auszeichnungen
Ingo Friedrich erhielt 1986 den Bayerischen Verdienstorden. 1995 erhielt er das Große Goldene Ehrenzeichen für Verdienste um die Republik Österreich. Seit Januar 2004 ist er Träger des Großen Bundesverdienstkreuzes der Bundesrepublik Deutschland und seit 2006 des kroatischen Fürst-Trpimir-Ordens. 2006 ernannte ihn die Union Europäischer Föderalisten zum Europäischen Ehrensenator. 2007 erhielt er den Europäischen Mittelstandspreis.